# Beth Zaiken
Beth Zaiken est une artiste, illustratrice et muraliste américaine, reconnue pour ses contributions en tant que designer de monnaies pour le programme Artistic Infusion (AIP) de la Monnaie des États-Unis. Elle est connue pour ses créations qui intègrent des éléments de la nature, de l'histoire et de la biologie, notamment le revers de la pièce d'un dollar American Innovation de l'Ohio de 2023 et l'avers de la pièce d'or de 100 $ American Liberty (en) de 2021, cette dernière ayant remporté le prix de la meilleure pièce d'or au concours Coin of the year (en) (COTY). Zaiken voit les pièces de monnaie comme des « expositions miniatures que l'on porte dans sa poche, toutes destinées à communiquer et à éduquer ».

## Biographie et carrière professionnelle
Dès son plus jeune âge, Beth Zaiken a développé une fascination pour tous les êtres vivants, ce qui l'a menée à une passion durable pour l'histoire naturelle et la biologie. Cette passion inspire et informe sa carrière artistique. Elle est diplômée de la Rhode Island School of Design en 2008, où elle a obtenu un baccalauréat en beaux-arts (B.F.A.) en illustration,.
Beth Zaiken est une artiste professionnelle basée au Minnesota. Elle est notamment artiste principale et muraliste en chef pour Blue Rhino Studio, une entreprise de conception et de fabrication de musées basée à Minneapolis. Dans ce rôle, elle collabore avec une petite équipe pour créer un large éventail d'éléments artistiques personnalisés pour des musées, zoos et centres culturels à travers le monde. Son travail inclut des peintures murales à grande échelle et des reconstitutions d'animaux préhistoriques. Son objectif artistique est de communiquer l'histoire, la science, la nature et la paléontologie au public par le biais de l'art,.

## Artistic Infusion
En 2019, Beth Zaiken a rejoint le programme Artistic Infusion (AIP) de la Monnaie des États-Unis. L'AIP, créé en 2003, vise à enrichir et à revigorer les conceptions des pièces et médailles américaines en intégrant une grande variété d'artistes professionnels issus de divers horizons et spécialités, même ceux qui n'ont pas d'expérience préalable dans la conception de monnaies,.
Dans le cadre de l'AIP, Zaiken et d'autres artistes travaillent sous contrat depuis leurs propres studios, soumettant des dessins finalisés pour des programmes de pièces et de médailles. Leurs conceptions sont ensuite créées grâce à un processus de collaboration avec le personnel de la Monnaie, y compris les médailleurs sculpteurs. Les artistes de l'AIP reçoivent 3 000 $ par mission et un bonus de 5 000 $ pour chaque conception sélectionnée. Les exigences pour devenir un designer de l'AIP incluent être citoyen des États-Unis, avoir au moins dix-huit ans et être un artiste professionnel dont le travail est publié, produit ou exposé dans des médias axés sur le design.

## Œuvres notables
Beth Zaiken a conçu l'avers ou le revers de nombreuses pièces et médailles américaines, ainsi que des deux côtés de la nouvelle pièce d'un dollar Harriet Tubman de 2024.

### Pièce de 100 $American Liberty(2021) et médaille d'argentAmerican Liberty(2022)
Zaiken a conçu l'avers de ces pièces (en)et médailles, qui représente un cheval mustang sauvage américain ruant et se débarrassant d'une selle de style western, centré sur un soleil levant,. Cette conception symbolise le rejet du joug de la domination britannique pendant la Révolution américaine et l'esprit de liberté,. Elle s'écarte des représentations allégoriques féminines traditionnelles de la Liberté sur les pièces de monnaie américaines. Elle a été sculptée numériquement par Craig A. Campbell.
Elle a remporté le prestigieux prix de la meilleure pièce d'or lors du concours coin of the year (en) (COTY) en 2022.

### DollarAmerican InnovationOhio (2023)
Le revers de cette pièce d'un dollar, conçu par Zaiken, est emblématique du chemin de fer clandestin,. Il représente deux mains fortes qui s'agrippent, le bras supérieur tirant le bras inférieur vers le haut, symbolisant le soutien et la force du chemin de fer clandestin. Une chaîne attachée à une manille rustique autour du poignet du bras inférieur se brise et se fragmente, évoquant l'espoir de la liberté. La pièce a été sculptée par Stephen Layne.

### Dollar Harriet Tubman (2024)
Zaiken a conçu l'avers et le revers de cette pièce d'un dollar. L'avers représente Harriet Tubman la main tendue vers le spectateur. Le revers représente deux mains jointes formant un pont humain, sur lequel des silhouettes de personnes se dirigent vers la liberté, ainsi que la constellation de la Grande Ourse, symbolisant l'étoile polaire et un phare vers la liberté,.

### Quart de dollar American Women Patsy Takemoto Mink (2024)
Zaiken a conçu le revers de la pièce d'un quart de dollar, qui représente Patsy Takemoto Mink tenant sa législation historique « TITLE IX » devant le Capitole des États-Unis. La conception a été sculptée par John P. McGraw,.

### Demi-dollar National Purple Heart Hall of Honor (2022)
Zaiken a conçu les deux côtés du dollar commémoratif. L'avers montre la partie inférieure d'une figure militaire utilisant des béquilles, avec une jambe amputée et la médaille Purple Heart, accompagnée de l'inscription « ALL GAVE SOME ». Le revers représente un jeune garçon tenant la casquette d'un Marine et une silhouette vide derrière lui, symbolisant l'impact sur les familles des récipiendaires de la Purple Heart, avec l'inscription «  SOME GAVE ALL ».

### Dollar Greatest Generation (2024)
Zaiken a conçu l'aversdu dollar Greatest Generation, qui représente six figures travaillant ensemble pour soutenir la Terre, illustrant la coopération des différentes branches militaires (Armée de l'Air, Garde côtière, Marine, Armée de terre et Corps des Marines) et de la marine marchande pendant la Seconde Guerre mondiale.

### Dollar American Innovation Illinois (2024)
Zaiken a conçu le revers, qui représente une charrue en acier, créée par John Lane, sur fond de prairie. La pièce est sculptée par Renata Gordon.

### Pièce d'argent Koala 2025
Zaiken a également créé le design d'un koala mangeant des feuilles d'eucalyptus pour le revers de cette pièce produite par la Monnaie de Perth, en Australie.

## Style artistique et influences
Le travail de Beth Zaiken se distingue par son approche émotionnelle et évocatrice, capable de transmettre des messages et des idées. Ses conceptions de pièces de monnaie, souvent inspirées par sa passion pour le monde naturel, la biologie, les animaux réalistes et les paysages immersifs, visent à raconter des histoires avec précision. Bien qu'elle se concentre sur la nature et les animaux, elle a également conçu des images mettant en scène des personnes et des récits historiques complexes.
En plus de son travail de conception de pièces, Beth Zaiken s'est associée à Numismatic Guaranty Company (en) (NGC) pour signer des étiquettes de certification en exclusivité, permettant une connexion personnelle avec ses conceptions de pièces.